# Denis Zvizdić
Denis Zvizdić (Sarajevo, 9 giugno 1964) è un politico bosniaco.
Dall'aprile 2015 al dicembre 2019 è stato Presidente del Consiglio dei ministri della Bosnia ed Erzegovina, come rappresentante del Partito d'Azione Democratica.

## Biografia
Di famiglia bosgnacca, Zvizdić studia architettura all'Università di Sarajevo, dove più tardi sarà professore.
Dal febbraio 2003 al novembre 2006 è stato primo ministro del Cantone di Sarajevo, quindi presidente dell'assemblea cantonale.
Dal 2010 al 2014 è stato membro del Parlamento della Federazione di Bosnia ed Erzegovina, una delle due entità amministrative del paese.
Il 31 marzo 2015 ha ricevuto 28 voti su 42 nella Camera dei Rappresentanti della Bosnia ed Erzegovina, ottenendo la fiducia come Presidente del Consiglio dei ministri a livello statale.